# Eugène Charles Bonamy
Pour les articles homonymes, voir Bonamy.
Pour les autres membres de la famille, voir Famille Bonamy.
Eugène Charles Bonamy, né le 12 janvier 1808 à Nantes et mort 27 septembre 1861 à Beaufort-en-Vallée, est un médecin français, auteur d'ouvrages de médecine.

## Biographie
Fils de Pierre Bonamy, capitaine corsaire, et de Fortunée Dosset du Breuil, et petit-fils de François Bonamy, il est élève au lycée de Nantes et soutient sa thèse de doctorat de médecine en 1831, à Paris. Durant cette période, sous l'influence de son frère Auguste Bonamy, il se rapproche du saint-simonisme.
Il devient le médecin du dépôt de mendicité, et professeur à l'École de médecine de Nantes.
Il présida à la Société académique et fonda la Société industrielle de Nantes.
Il épouse Victoire Bourgeois de L'Epinay, fille du général-baron Pierre-Joseph Bourgeois et de Victoire Guillon.

## Publications
- Nantes au XIXe siècle. Statistique, topographique, industrielle et morale,  faisant suite à l'histoire des Progrès de la Ville de Nantes. (avec la coll.d'Ange Guépin). Nantes, Prosper Sébire, 1835.
- Compte rendu des maladies éprouvées par les ouvriers actionnaires des secours mutuels, depuis le 1er décembre 1840 jusqu'au 1er décembre 1841. Nantes : impr. de C. Mellinet, 1843.
- Atlas d'anatomie descriptive du Corps Humain. Masson Paris 1844-1866 4 volumes. (avec la coll.de Paul Broca et Émile Beau). Tome I : Ostéologie, syndesmologie, myologie - Tome II : Cœur, artères, veines, vaisseaux lymphatiques et aponévroses. - Tome III : Appareil de la digestion, appareil surrénal, rein - Tome IV : Appareil génito-urinaire, organes de la respiration.
- Hygiène physique et morale. (avec la coll.d'Ange Guépin). Paris : Hachette, 1971. Reproduction d'un texte extrait de "Nantes au XIXe siècle", Nantes : P. Sebire, 1835.
- Une épidémie au siècle dernier d'après les notes de François Bonamy,… Commentaires par le Dr Eugène Bonamy. - Nantes : Mme Ve Mellinet, 1886.

### Sources
- Joël Rilat, Ces messieurs de Nantes, 2014